# Nowe Sady (Łódź)
Nowe Sady – obszar położony w południowo-zachodniej części Łodzi, na Polesiu (na terenie osiedla administracyjnego Lublinek-Pienista), integralna część miasta, oznaczona w Krajowym Rejestrze Urzędowego Podziału Terytorialnego Kraju numerem 0958364. Obszar Systemu Informacji Miejskiej wyodrębniony w 2005 dla potrzeb oznakowania ulic, określony następującymi granicami:
- od północy: przy granicy dawnych dzielnic Polesie/Górna (wzdłuż torów kolejowymi relacji Łódź Lublinek–Łódź Chojny)
- od wschodu: przy granicy Polesie/Górna (wzdłuż torów kolejowych linii nr 25, relacji Łódź Kaliska Towarowa–Łódź Chojny–Łódź Olechów)
- od południa: po granicy Polesie/Górna (wzdłuż koryta rzeki Jasień i ul. Lazurowej)
- od zachodu: wzdłuż alei gen. Z. Waltera-Janke (od torów kolejowych do końca, a dalej wzdłuż planowanego przedłużenia tej alei do rzeki Jasień i granicy ww. dzielnic)

Przez centralną część tego obszaru przebiega ulica Nowe Sady, której nazwa występowała już w latach 30. XX wieku.